# 雅辛托
雅辛托是巴西米纳斯吉拉斯州的一个市镇。总面积1390.518平方公里，总人口12422人，人口密度8.9人/平方公里。